# Ingrid Marsoner

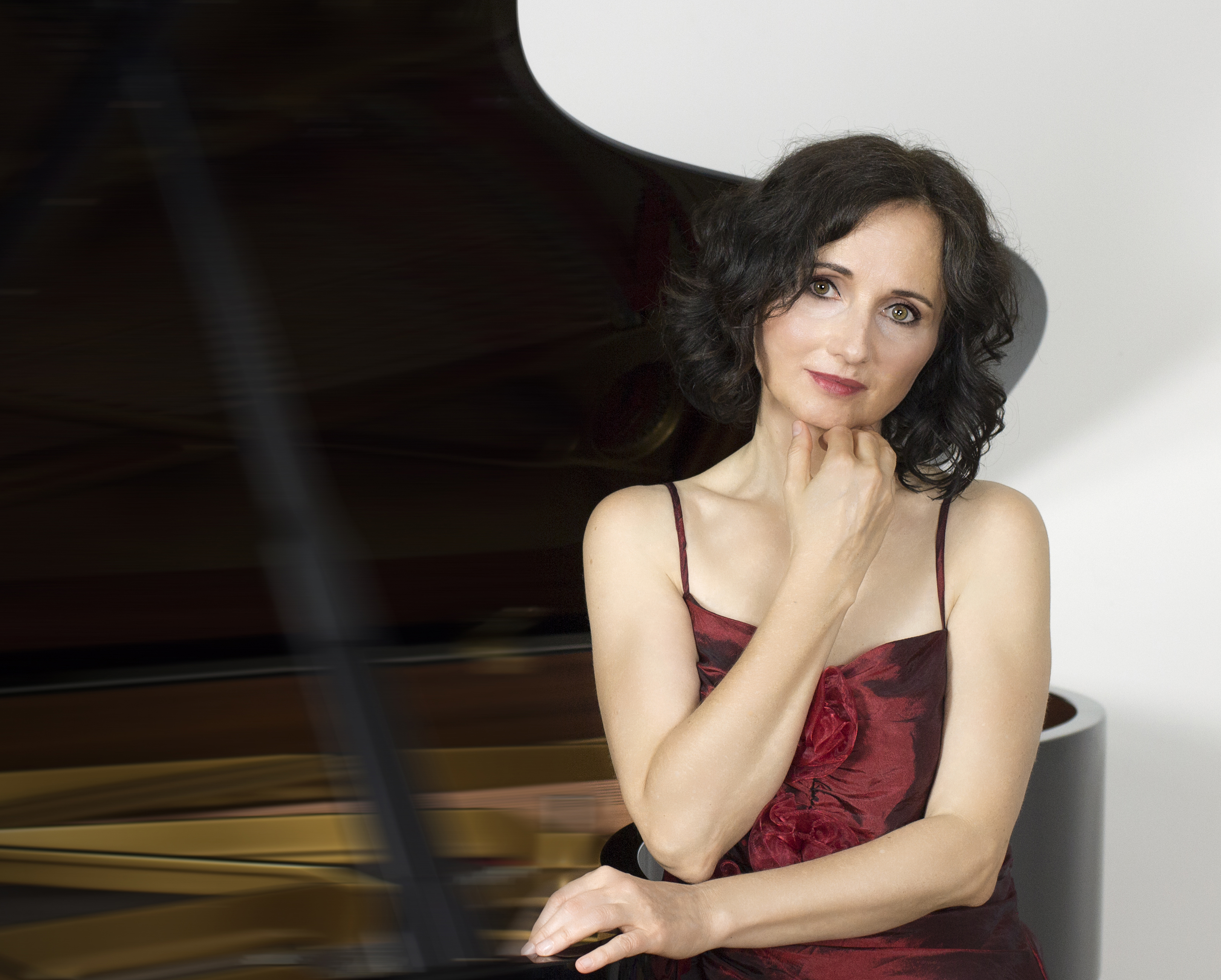
Ingrid Marsoner (2023)

Ingrid Marsoner (* 11. August 1970 in Leoben) ist eine österreichische Pianistin.

## Leben und Wirken

### Ausbildung
Die Pianistin Ingrid Marsoner begann im Alter von vier Jahren, Klavier zu spielen und begann ihr Studium elfjährig an der Hochschule für Musik und darstellende Kunst Graz beim Schweizer Pianisten Sebastian Benda, einem Schüler von Edwin Fischer und Frank Martin. Danach lernte sie an der Universität für Musik und darstellende Kunst Wien bei der Georgischen Pianistenlegende Rudolf Kehrer.
Sie besuchte zahlreiche Meisterkurse und Privatstunden, unter anderem bei Tatjana Nikolajewa, Jürgen Uhde, Dominique Merlet, Alfred Brendel und Paul Badura-Skoda.

### Konzerttätigkeit
Ingrid Marsoner trat in Konzerthäusern und Festivals in Europa, USA, Asien und Afrika auf, darunter: Wiener Musikverein, Goldenen Saal, Wiener Konzerthaus, Oriental Performing Art Center in Shanghai, Weill Recital Hall of Carnegie Hall, Merkin Concert Hall in New York, Nationale Philharmonie der Ukraine, Kongresshaus Biel, Stefaniensaal in Graz, Chicago Cultural Center, Wiener Festwochen, Styriarte, Internationales Steinway-Festivals in Arhus, Internationales Brahmsfest, Hohenloher Kultursommer, Musikwochen Millstatt, Raritäten der Klaviermusik in Husum, Meraner Musikwochen, Grafenegger Schlosskonzerte, Festival Intonazione, Bravissimo-Festival in Guatemala-City, PianoForte Chicago, Live Radio- und Fernsehreihe Dame Myra Hess Memorial Concert Series in Chicago, Carinthischen Sommer, International Downers Grove Music Festival und weitere.
Sie konzertierte als Solistin mit zahlreichen Orchestern und Dirigenten wie den Wiener Symphonikern unter Philippe Jordan, dem RSO Wien unter Cornelius Meister, dem Sinfonie Orchester Biel  unter der Leitung von Thomas Rösner, dem Symphony Orchestra of the National Philharmony of Ukraine unter Mykola Dyadyura, dem Mazedonischen Kammerorchester unter Paul Weigold oder der Sinfonia Classica di Guatemala City unter Riccardo del Carmen.
Marsoner tritt auch als Kammermusikerin und Liedbegleiterin auf, zu ihren Partnern zählten das Franz Schubert Quartett, Ernst Kovacic, Gerhard Schulz, Elias Meiri und Kit Armstrong. Wort-Ton-Abende gestaltete sie unter anderem mit den Schauspielern Sona McDonald, Peter Matić, Peter Uray und mit Klaus Maria Brandauer.
Im Rahmen einer Konzertreise nach Brasilien spielte sie als erste europäische Pianistin ein klassisches Klavierrecital in einer Favela in Rio de Janeiro. Es fand im November 2002 in Zusammenarbeit mit dem Österreichischen Konsulat im Rahmen der Sozialprojekte Celula Urbana von Dietmar Starke in der Favela Jacarezinho statt.
Ingrid Marsoner war Jurorin beim Österreichischen Bundeswettbewerb Prima la Música und beim Internationalen Johann-Sebastian-Bach-Wettbewerb Leipzig 2014.

### Preise und Auszeichnungen
1. Preis beim Bundeswettbewerb „Jugend musiziert“ 1987
2. Preis beim Steinway-Wettbewerb 1988
1. Preis beim Jeunesse-Wettbewerb 1996
Martha-Debelli-Stipendium der Universität für Musik und darstellende Kunst Graz
Bösendorfer-Stipendium der Universität für Musik und darstellende Kunst
„Kawai-Prize“ beim International Young Artists Peninsula Music Festival in Los Angeles 1995
Pizzicato Super Sonic Award für ihre 2017 erschienene CD mit Klaviersonaten von Ludwig van Beethoven op. 78, op. 101 und op. 111 (Gramola)
Nominierung ICMA 2025 – International Claccical Music Awards – für ihre 2024 erschienene CD mit späten Klavierwerken von Franz Schubert (Gramola)

### Repertoire
Ingrid Marsoners Repertoire umfasst Werke aller Stilepochen der klassischen Klaviermusik, darunter auch Raritäten und Stücke der Cembaloliteratur wie Johann Sebastian Bachs Goldberg-Variationen, sowie Zeitgenössische Musik. Ihr besonderer Schwerpunkt liegt in der Musik der Klassik und Frühromantik.
Sie spielte mehrere Ur- und Erstaufführungen, darunter die amerikanische Erstaufführung der Drei Klavierstücke von Beat Furrer im Austrian Cultural Forum New York, die Österreichische Erstaufführung der Klavierkonzerte von Darius Milhaud Nr. 4, op. 295 und Nr. 5, op. 346 mit den Österreichischen Kammersymphonikern unter Ernst Theis (Wiener Konzerthaus) und die Ersteinspielung der Klaviersonaten Nr. 2,5 und 8 von Rick LaSalle.

### Alben
- 2004: Leoš Janáček: Im Nebel, Edvard Grieg: Lyrische Stücke, Band I, Franz Schubert: Sonate B-Dur D 960 (Ö1)[2]
- 2008: Franz Schubert: Klaviersonate A-Dur D 664, Sonate a-Moll D 845 (Gramola)
- 2010: Johann Sebastian Bach: Goldberg-Variationen BWV 988 (Gramola)
- 2011: Ludwig van Beethoven: Klavierkonzert Nr. 1, C-Dur op. 15
Johann Nepomuk Hummel: Klavierkonzert a-Moll op. 85 (Gramola)[3].
- 2012: Johann Ladislaus Dussek: Klavierkonzert F-Dur. op. 17 (Ars Produktion)
- 2013: Rick LaSalle (* 1951): Klaviersonaten Nr. 2, 6,7, Rondo alla Joplinesca (Gramola, Ersteinspielung)
- 2015: Wolfgang Amadeus Mozart: Klaviersonate A-Dur KV 331, Klaviersonate c-Moll KV 457,
Fantasie c-Moll KV 475, 6 Variationen über Mio caro Adone von Antonio Salieri, KV 180 (Gramola)
- 2017: Ludwig van Beethoven: Klaviersonate Fis-Dur, op. 78, Klaviersonate A-Dur, op. 101, Klaviersonate c-Moll, op. 111; Rondo alla ingharese, op. 129 (Gramola)
- 2024: Franz Schubert: 4 Impromptus, Drei Klavierstücke, Allegretto c-Moll (Gramola)